# Annona reticulata
Annona reticulata és un arbre semicaducifoli dins la família de les annonàcies nadiu de Mèxic, Amèrica Central, Colòmbia i Veneçuela.

## Descripció
Arbret que fa fins a 8 m d'alt amb capsada irregular. Les seves flors són verd groguenques i els fruit de forma variable de forma de cor a esfèric, la seva mida des d'un a set cm segons el cultivar. El fruit madur exteriorment és de marró a groguenc i la polpa pot ser aromàtica o de gust repulsiu.

## Distribució
És nadiu de Mèxic, Amèrica Central, Colòmbia i Veneçuela, actualment és pantropical, està naturalitzat i cultivat a gran part del món tropical.

## Usos
El seu fruit és dolç i es menja però és menys popular que el de l'espècie Annona cherimola, el xirimoier.